# Grove Street Games
Grove Street Games (anciennement War Drum Studios LLC) est un développeur de jeux vidéo américain basé à Gainesville, en Floride. Il a été fondé en octobre 2007 par Thomas Williamson et Michael Owen. La société est connue pour le portage de jeux sur les plateformes mobiles, dont plusieurs portages basés sur les propriétés de Rockstar Games.

## Liste des jeux
| Année | Titre                                                  | Plateforme(s)                                                                           | Éditeur(s)            | Notes                                           | Refs.  |
| ----- | ------------------------------------------------------ | --------------------------------------------------------------------------------------- | --------------------- | ----------------------------------------------- | ------ |
| 2009  | SOS Fantômes, le jeu vidéo                             | PlayStation 2                                                                           | Atari                 | Développement du port.                          | [ 2 ]  |
| 2010  | Lucha Libre AAA: Héroes del Ring                       | PlayStation 3, Xbox 360                                                                 | Slang                 | A assisté au développement du mode multijoueur. | [ 3 ]  |
| 2010  | History Great Battles Medieval                         | Android, iOS, PlayStation 3, Xbox 360                                                   | Slitherine Software   | Développement du port.                          | ,      |
| 2011  | Monster Madness                                        | Android                                                                                 | SouthPeak Games       | Développement du port.                          | [ 7 ]  |
| 2011  | Red Orchestra 2: Heroes of Stalingrad                  | Microsoft Windows                                                                       | Tripwire Interactive  | Programmation additionnelle.                    | [ 8 ]  |
| 2011  | Grand Theft Auto III: 10 Year Anniversary Edition      | Android, Fire OS, iOS                                                                   | Rockstar Games        | Développement du port.                          | [ 9 ]  |
| 2012  | Max Payne Mobile                                       | Android, iOS                                                                            | Rockstar Games        | Développement du port.                          | [ 10 ] |
| 2012  | Auralux                                                | Android, iOS                                                                            | War Drum Studios      | Développement du port.                          | ,      |
| 2012  | Grand Theft Auto: Vice City 10th Anniversary Edition   | Android, Fire OS, iOS                                                                   | Rockstar Games        | Développement du port.                          | [ 13 ] |
| 2013  | The Conduit HD                                         | Android                                                                                 | High Voltage Software | Développement du port.                          | [ 14 ] |
| 2013  | Grand Theft Auto: San Andreas                          | Android, Fire OS, iOS, PlayStation 3, Windows Phone, Xbox 360                           | Rockstar Games        | Développement du port.                          | [ 15 ] |
| 2014  | Grand Theft Auto: Chinatown Wars                       | Android, Fire OS, iOS                                                                   | Rockstar Games        | Développement du port.                          | [ 16 ] |
| 2015  | Turtle Tumble                                          | Android, iOS                                                                            | War Drum Studios      |                                                 | [ 17 ] |
| 2016  | Auralux: Constellations                                | Android, iOS, Microsoft Windows                                                         | War Drum Studios      |                                                 | [ 18 ] |
| 2016  | Bully: Anniversary Edition                             | Android, iOS                                                                            | Rockstar Games        | Développement du port.                          | [ 19 ] |
| 2018  | Ark: Survival Evolved                                  | Android, iOS                                                                            | Studio Wildcard       | Développement du port.                          | [ 20 ] |
| 2021  | Grand Theft Auto: The Trilogy – The Definitive Edition | PlayStation 4, PlayStation 5, Xbox One, Xbox Series, Nintendo Switch, Microsoft Windows | Rockstar Games        | Remasterisation des jeux existants.             | ,      |